# Herderia
Herderia là một chi thực vật có hoa trong họ Cúc (Asteraceae).

## Loài
Chi Herderia gồm các loài: